# 8호 전차 마우스

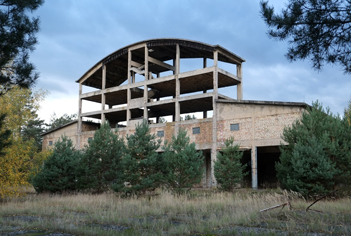
좋은 슬픔 빌리지, Verskraft, 장갑차 마우스 홀 2013

마우스 전차(Panzerkampfwagen Maus)(Sd.Kfz 205)는 제2차 세계 대전 당시 나치 독일이 개발한 초중전차로써, 실험생산(Prototype)되어 기동 가능한 단계에 도달한 전차 중에서 가장 무거웠다.
보통 Panzerkampfwagen VIII (8호 전차)라는 이름으로 알려져 있으나, 이 제식명은 제2차 세계 대전이 끝난 후 붙여진 이름이고 실제로는 동부전선에서 비밀리에 사용되었다.
페르디난트 포르쉐가 7호 전차 뢰베의 중 뢰베가 생산되려는 중 평소에 거대한 무기에 심취해 있던 아돌프 히틀러에게 1942년 6월에 제안했고, 그 제안을 바탕으로 VK7001/포르쉐 205형이라는 기본 설계안을 만들었다. 그 설계안은 3월에 중전차 계약을 체결했던 포르쉐 박사가 주관한 설계 작업 최종 작업물이었다. 1943년에 만들어진 첫 번째 프로토타입은 독일어로 Mammut, 즉 맘모스(Mammoth)라는 이름을 가졌다. 1942년 12월에 이 설계안의 이름은 Mauschen, 즉 "작은 쥐(Little Mouse)"라는 소문이 돌았었고, 1943년 2월 마침내 Maus, "쥐"(Mouse)라는 이름을 가지게 되었다. 그러나 현재 박물관에 남아 있는 것은 모형이거나, 마우스 1호 프로토타입의 차체와 2호 프로토타입의 포탑을 얹은 것이다.
8호 전차 마우스는 엔진으로 전기를 만들고 모터로 구동하는 방식이었고 때문에 고장이 잦았지만 실전에 투입이 되었으나, 둘다 버려졌다.
또한 192t이라는 무지막지한 중량문제도 아주 심각했는데,전장으로 이동 하기도 전에 연료를 다 써버리는가 하면,그 중량으로 인해 땅이 꺼져버려서 전차를 빼내야 하기도 했다.

## 복원
2014년 경, 쿠빙카 군사 박물관과 워게이밍이 공동으로 자폭으로 인하여 폭파된 프로토타입 2의 포탑과 노획한 프로토타입 1의 차체를 결합하여 복원하기로 하였다. 복원작업은 쿠빙카 박물관에 남아 있던 프로토타입 1의 차체에 설계도를 바탕으로 손상된 곳을 복원할 것이며, 손실된 부품은 각 부품에 주문 제작하여 복구했다.

## 같이 보기
- 초중전차
- T-28 초중전차 - 미국의 프로토타입 초중전차(프로토타입 2대)
- 토터스 중돌격전차 - 제2차 세계 대전 당시 영국이 개발한 초중전차.
- E-100 전차 - 독일의 초중전차 설계 과정에서 경쟁 차종
- P.1000 - 독일이 구상했던 초중전차로서 마우스보다 몇배 무겁고 크기도 몇 배 큰 움직이는 요새급
- 7호전차 뢰베 - 크루프 社가 계획한 차종으로 Vk.72.01로 월드오브 텡크에 등장한다. 원래는 이 전차가 생산됐었어야 하지만 8호전차 마우스 계획으로 중단되었다.
- 100식 O-I 전차 - 일본이 계획하였던 초중전차.
- 제2차 세계 대전의 실험생산형 전투용 차량 목록

## 참고 문헌
- Sergeev, Gelto (1997). German Super Heavy Tank Maus. Model Art, Japan
- Robert Dale Arndt Jr. "Strange Vehicles of Pre-War Germany & the Third Reich (1928-1945)", 2006, IRP Publication[주 1]